# Маловодяне (Олександрійський район)
Малово́дяне (в минулому — Штундівка) —  село в Україні, у Олександрійському районі Кіровоградської області. Входить до складу Петрівської селищної громади. Населення становить 101 особу. Орган місцевого самоврядування — Петрівська селищна рада.

## Населення
Згідно з переписом УРСР 1989 року чисельність наявного населення села становила 138 осіб, з яких 58 чоловіків та 80 жінок.
За переписом населення України 2001 року в селі мешкало 100 осіб.

### Мова
Розподіл населення за рідною мовою за даними перепису 2001 року:
| Мова       | Відсоток |
| ---------- | -------- |
| українська | 95,05 %  |
| російська  | 3,96 %   |
| молдовська | 0,99 %   |